# Vassieux (quartier)
Pour les articles homonymes, voir Vassieux.
Vassieux est un quartier de la ville de Caluire-et-Cuire, limitrophe de Rillieux-la-Pape.
La voie de la Dombes longe le quartier ; elle forme alors une « frontière » du quartier avec Le Vernay.

## Histoire
Le quartier doit ce nom au propriétaire de ce territoire, Pierre Vassieu. Il lui avait été confié, en 1480, par le Duc de Savoie Philibert Ier de Savoie.
Le domaine de Vassieux devient, en 1710, propriété du séminaire de Saint-Irénée qui en fit une maison de repos pour les convalescents. Le territoire sera scindé en deux domaines par une combe (qui a laissé son nom à la rue Combe-Martin): les Brosses et Saint-Irénée.
En 1763, les hospices civils de Lyon acquièrent un tiers du domaine de Vassieux grâce au droit de vaine pâture.
Le domaine sera ensuite confisqué par la Révolution puis acheté par Mlle de la Barmondière.
Il devint ensuite un couvent des Dominicaines en 1882, puis acheté par les religieuses de la Visitation de Fourvière en 1896 car leurs locaux deviennent trop étroits.
L'école Édouard-Herriot est inaugurée par Édouard Herriot lui-même en juin 1931.
L'église Notre Dame de la Paix est érigée dans le quartier en 1933.
En 1948, s'installe dans le quartier la communauté des sœurs Clarisses, dont le monastère est encore visible de nos jours.

## Géographie
Vassieux est entouré de Rillieux-la-Pape à l'est, le quartier du Vernay au nord, Montessuy à l'ouest, et est longé par le Rhône au sud.
Ce domaine pentu offre une bonne vue sur Lyon et Villeurbanne.

### Démographie
Le découpage municipal de Vassieux correspond aux zones Z601, Z602 et à une partie de Z701 dans le découpage de l'INSEE. Ces zones ont respectivement les définitions suivantes : Maréchal Foch, Vassieux et Périca Caluire. En 1999, la population sommée de ces zones était de 4 944 habitants.

### Transports

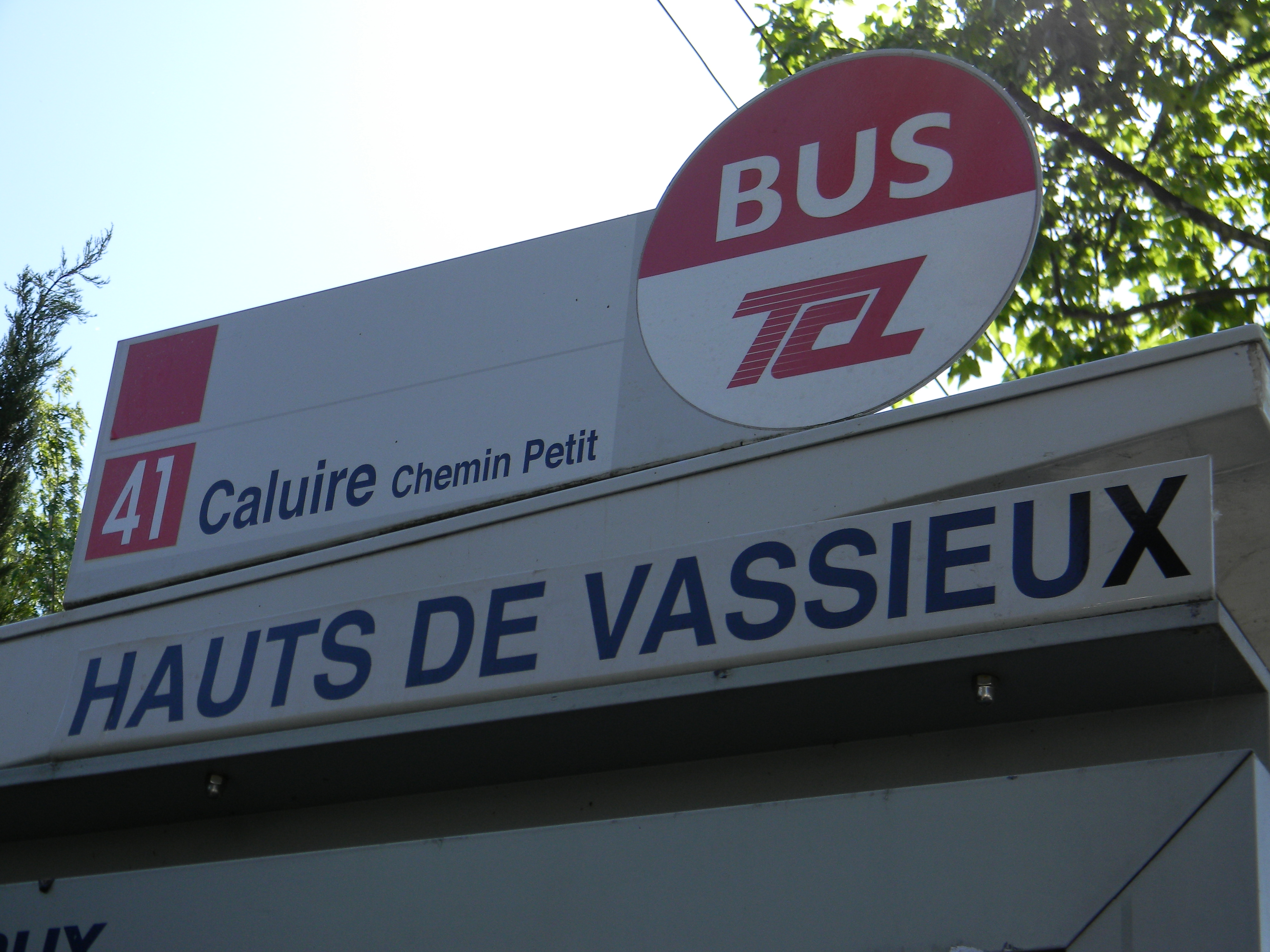
Arrêt de bus à Vassieux.

Le quartier est desservi par plusieurs lignes de bus : le S5 qui relie Caluire bords de Saône à Vieux-Crépieux ainsi que le 70 qui part de la Gare Part-Dieu et qui rejoint Neuville-sur-Saône.

## Société
Le quartier de Vassieux est essentiellement résidentiel, du fait que la majeure partie de son territoire est en pente. On y trouve de nombreuses montées sinueuses avec des vestiges de résidences d'un autre temps, ainsi que quelques espaces verts à arbres centenaires.

### Enseignement
Le quartier comporte une crèche, plusieurs écoles primaires et un lycée professionnel.

### Loisirs
Un cinéma de quartier est localisé dans le quartier, ainsi qu'un club de danse et un parc des sports.

### Monuments
Le monastère des Clarisses et l'église Notre Dame de la Paix, dans la même rue, appartiennent au patrimoine culturel du quartier.

## Galerie photos

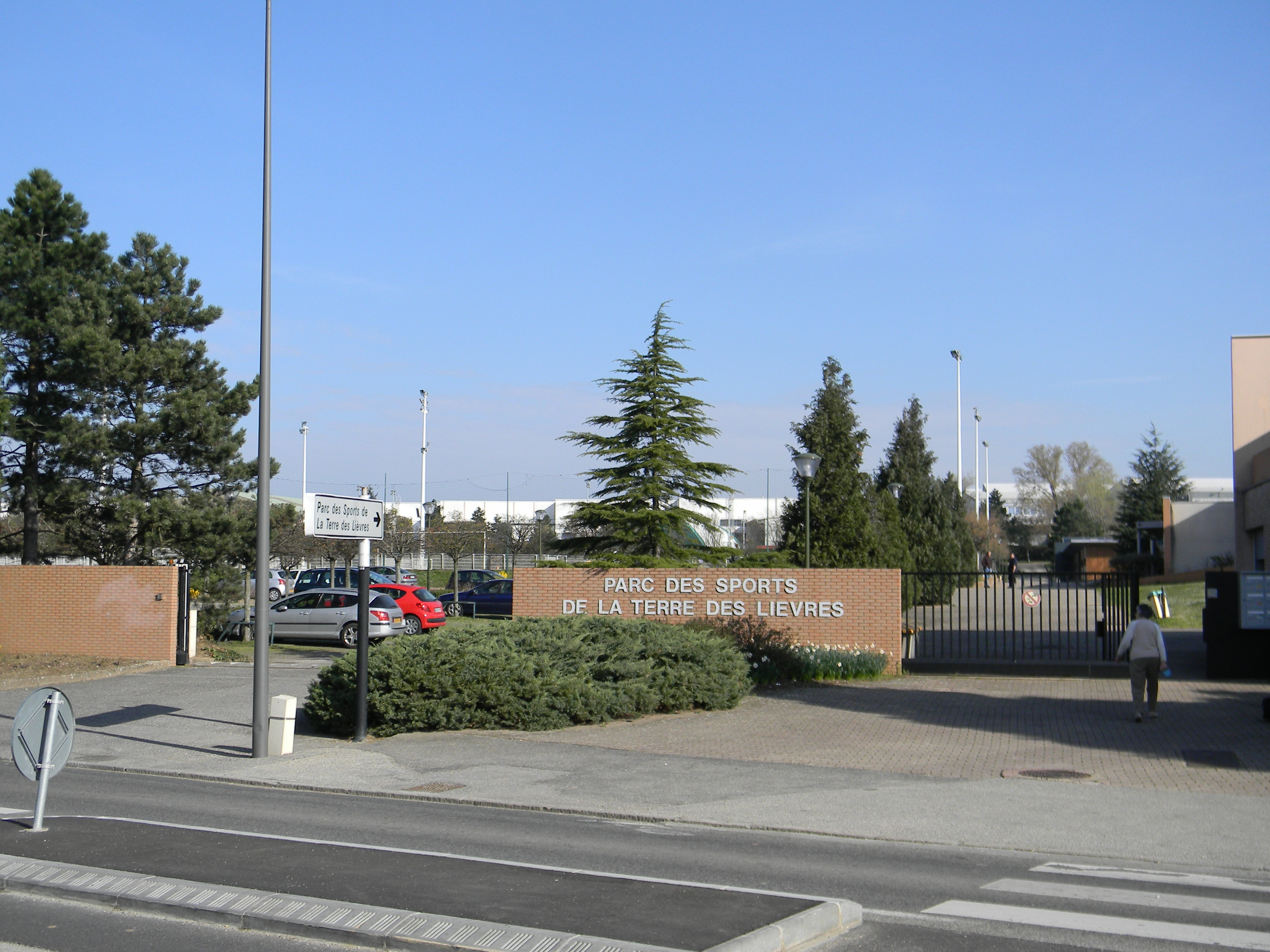
Parc des sports
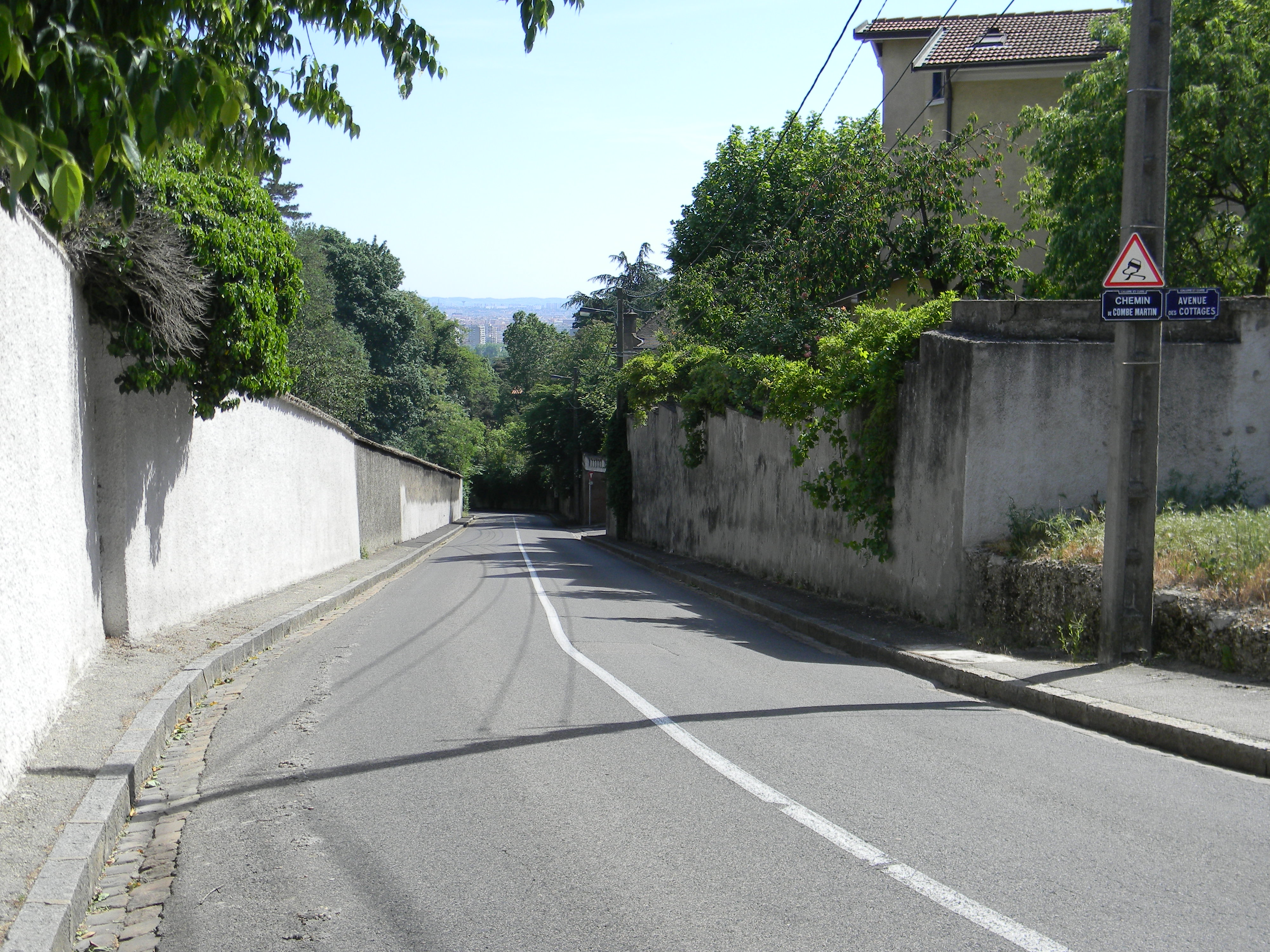
Chemin de Combe Martin
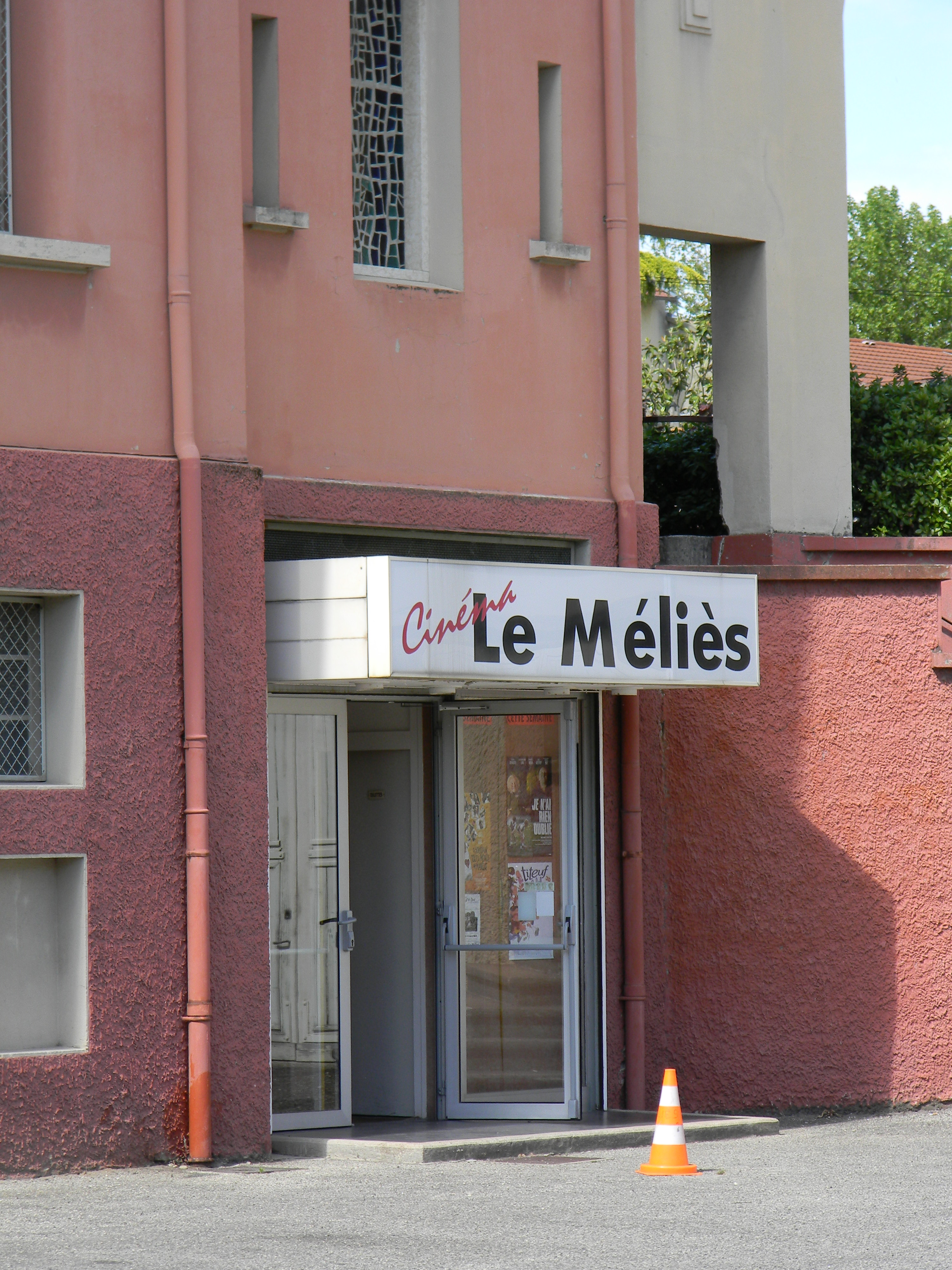
Cinéma Le Méliès
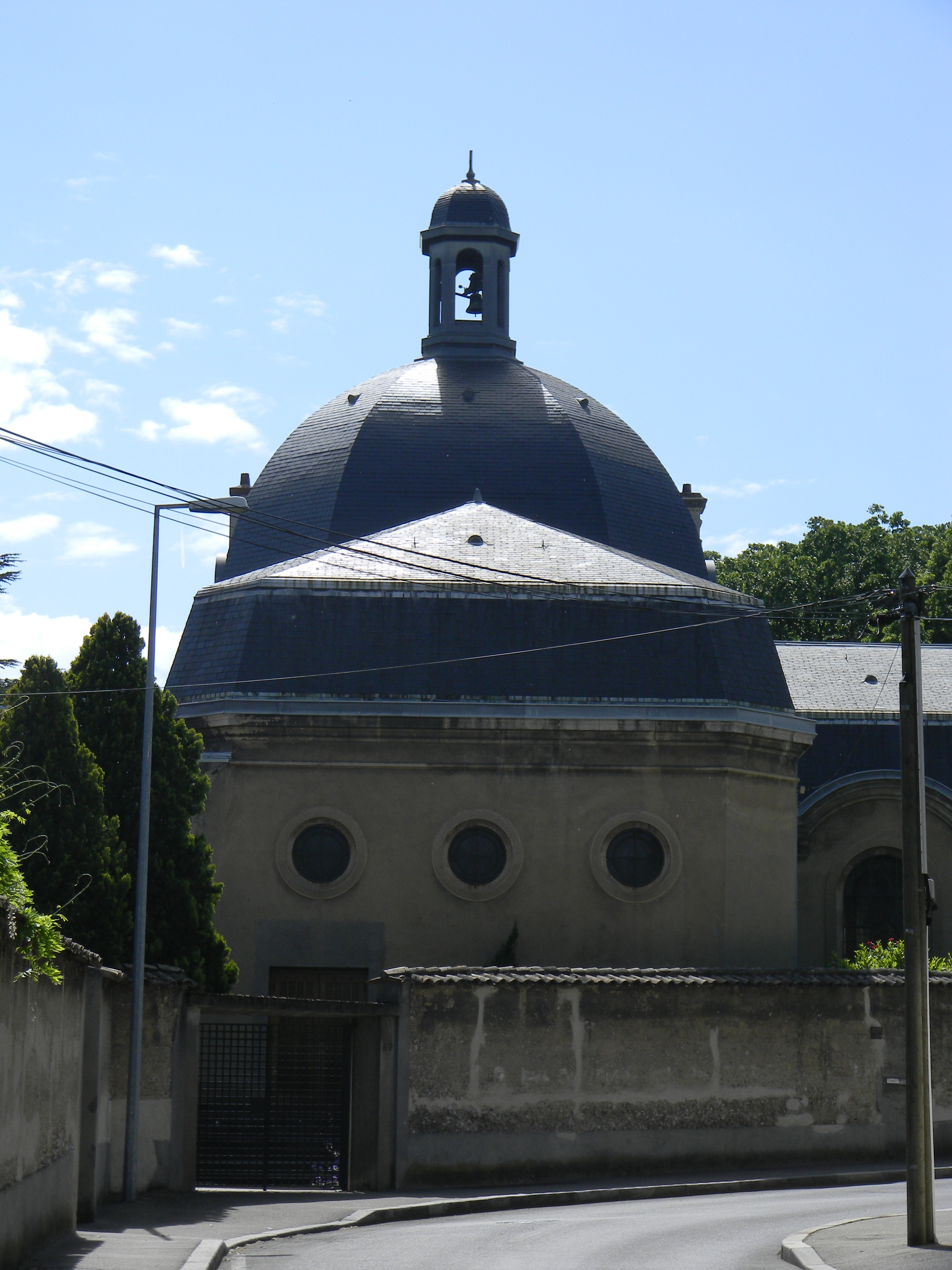
Monastère des Clarisses